# IMEI

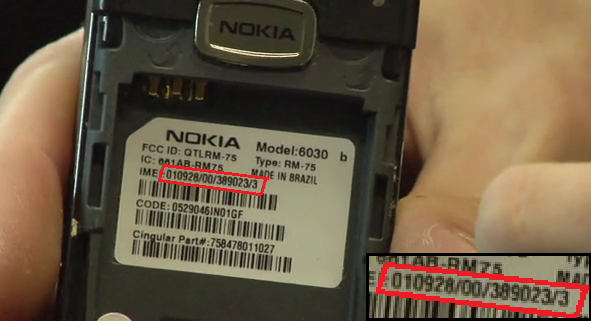
Exempel på IMEI-nummer.

IMEI, akronym av International Mobile Equipment Identity, är en personlig identifiering för alla GSM- och UMTS-mobiltelefoner. Identifieringen är oftast utskriven på eller under telefonens batteri. Identifieringsnumret kan också visas genom att man knappar in *#06# i telefonen. IMEI används av GSM-nätverket för att fastställa och godkänna mobiltelefoner, och kan på så sätt stoppa stulna mobiltelefoner och göra dem oanvändbara.
Till skillnad från CDMA, ESN eller andra trådlösa nätverk, används IMEI-numret för att fastställa mobilapplikationen och inte abonnemanget. Abonnemang eller liknande är däremot knutna till ett IMSI-nummer som är sparat på SIM-kortet (vilket i teorin kan överföras till ett trådlöst headset eller liknande applikationer).
IMEI-numret skickas alltid till den operatör man ringer genom vid varje uppkopplat samtal. Är IMEI-numret spärrat kan man endast nå nödnummer från telefonen. Alla spärrade IMEI-nummer registreras i EIR, Equipment Identity Register. Där delas spärrade telefoner upp i två kategorier, grå- och svart-listade. Är telefonen listad som grå kan man fortfarande ansluta mot telefonoperatören (detta för att de ska kunna identifiera och söka var telefonen kan befinna sig). Man kan dock inte ringa från en grålistad mobiltelefon. Är den svartlistad kan man varken koppla upp mot något nät eller ringa från telefonen.

## IMEIs struktur
IMEI-nummer består av 15 siffror som innehåller information om mobiltelefonens ursprung, modell och serienummer. De åtta första siffrorna identifierar modellen och ursprung och kallas också för Type Approval Code (TAC). De återstående siffrorna är information definierad av tillverkaren. Den sista siffran är en kontrollsiffra (som aldrig överförs).
Formatet för IMEI år 2004 var AA-BBBBBB-CCCCCC-D, även om det inte alltid visas i det här formatet. Tabellen nedan beskriver vilken del som betyder vad.
| \| AA \| BBBBBB \| CCCCCC \| D \|                                     |                     |                        |                |
| RBI-identifikation, beskriver den GSMAgrupp som lokaliserat TAC-koden | TAC-kodens återstod | Telefonens serienummer | Kontrollsiffra |
| AA                                                                    | BBBBBB              | CCCCCC                 | D              |

Fram till 2002 var TAC-koden 6 siffror lång och följde på en tvåsiffrig FAC-kod, Final Assembly Code, vilket var en specifik kod för tillverkaren som indikerade mobiltelefonens konstruktion.
IMEI-numret 35-209900-176148-1 betyder alltså:
- TAC: 352099 (fördelningsnummer 2099)
- FAC: 00
- SNR: 176148
- CD: 1

## Visa IMEI-information på en GSM-applikation
På de flesta mobiltelefoner eller applikationer kan IMEI-informationen visas genom att man trycker *#06#. IMEI-numret kan också visas genom att skicka kommandot AT+CGSN.
På en Sony Ericsson-telefon kan man visa IMEI-informationen genom att trycka in knapparna: Höger * Vänster Vänster * Vänster * . Då visas en servicemeny med valmöjligheter för olika tester av och information om telefonen.